# Турухан
Турухан (рос. Турухан) — річка в Азії, у північно-східній частині Західного Сибіру, протікає територією Західно-Сибірської рівнини, у північно-західній частини Красноярського краю Росії. Ліва притока Єнісею. Належить до водного басейну річки Єнісею → Карського моря.

## Географія
Витік річки Турухан починається з невеличкого озера в Туруханському районі, на висоті приблизно 125 м над рівнем моря, приблизно за 40 км на південний захід від міста Ігарки. Протікає територією Туруханського району по Нижньоєнісейській височині Західносибірської рівнини серед лісотундри. У верхній течії тече на південь — південний схід у звивистому руслі, серед доволі високих пологих берегів, які складаються з рихлої глини та мулистого піску, крізь який просочуються залізисті джерела, що забарвлюють воду в червонуватий колір і роблять її несмачною.
У нижній течії русло повертає на південний — схід, а далі на схід. Приблизно за 150 км від гирла має низькі пологі болотисті береги, які затоплюються весняними паводками, під час яких, завдяки сильним паводкам на річці Нижня Тунгуска, яка впадає у Єнісей з протилежного правого берега, відбувається зворотня течія води і переміщення льоду вгору по річці з утворенням значних торосів. З цієї ж причини в гирлі річки був утворений острів Великий Шар. Впадає у Єнісей, за 971 км від його гирла, з лівого берега, за 5 км на схід від села Старотуруханськ, навпроти селища Туруханськ, на висоті 5 м. Поблизу гирла ширина річки доходить до 300—370 метрів, при глибині до 3-3,5 метрів і швидкості потоку — до 0,3 м/с.
Довжина річки — 639 км. Площа басейну — 35800 км². Повне падіння рівня русла від витоку до гирла становить 120 м, що відповідає середньому похилу русла — 0,19 м/км.
Судноплавна в нижній течії на 270 км від гирла. Влітку річка сильно міліє і стає непридатною для судноплавства.

## Гідрологія
Живлення річки змішане, снігове та дощове, з перевагою снігового. Замерзає в жовтні з утворенням полою аж до січня. Розкривається після Єнісею в травні-червні.
Середньорічна витрата води в гирлі становить 371 м³/с. За період спостереження протягом 51 року (1941–1999) на станції у селищі Янів Стан, за 227 км від гирла, середньорічна витрата води становила 107,64 м³/с для водного басейну 10100 км², що становить трохи більше 28 % від загальної площі басейну річки, яка становить 35800 км². Величина прямого стоку в цілому по цій частині басейну становила — понад 336,35 міліметри на рік.
За період спостереження встановлено, що мінімальний середньомісячний стік становив 4,85 м³/с (у березні), що становить менше 0,7 % максимального середньомісячного стоку, який відбувається у червні місяці та становить майже — 727,55 м³/с і вказує на дуже велику амплітуду сезонних коливань.
За період спостереження, абсолютний мінімальний місячний стік (абсолютний мінімум) становив 1,45 м³/с (у межень березня 1977 року), абсолютний максимальний місячний стік (абсолютний максимум) становив 1160 м³/с (у червні 1959 року).

## Притоки
Річка Турухан приймає понад п'ять десятків приток, довжиною понад 10 км. Найбільших із них, довжиною понад 50 км — 15, із них понад 100 км — 5 (від витоку до гирла):
| Назва притоки                 | Довжина,(км) | Площа водозбірного басейну, (км²) | Відстань від гирла р. Турухан, (км) | Витрата води,(м³/с) |
| ----------------------------- | ------------ | --------------------------------- | ----------------------------------- | ------------------- |
| ← Хоролипка                   | 57           | 350                               | 503                                 |                     |
| ← Хектама                     | 99           | 740                               | 424                                 |                     |
| ← Радянська Річка (Радянська) | 98           | 1820                              | 410                                 |                     |
| ← Усомчик (Горіла Річка)      | 90           | 920                               | 396                                 |                     |
| → Сигова                      | 95           | 500                               | 380                                 |                     |
| ← Російська                   | 81           | 600                               | 345                                 |                     |
| ← Велика Блудна               | 114          | 1030                              | 330                                 |                     |
| → Маковська (Дипкун)          | 194          | 4480                              | 263                                 |                     |
| → Перова (Керильки)           | 61           | 260                               | 234                                 |                     |
| → Вимська                     | 69           | 1010                              | 191                                 |                     |
| ← Баїха (Верхня Баїха)        | 282          | 7060                              | 138                                 |                     |
| ← Кетиль-Ки                   | 102          | 450                               | 130                                 |                     |
| → Леб'яжа                     | 70           | 380                               | 93                                  |                     |
| ← Нижня Баїха                 | 608          | 8070                              | 71                                  |                     |